# Widerstandsgruppe G
Die Widerstandsgruppe G war eine Gruppe kommunistischer Jugendlicher in Stuttgart. Sie leistete gemeinsam mit anderen Jugendlichen in ganz Württemberg Widerstand gegen den Nationalsozialismus.
Fritz Brütsch, der Leiter der Gruppe wurde im Dezember 1934 verhaftet, gab jedoch keinerlei Informationen über die Gruppe an die Gestapo. Im März 1935 bemalten zwei Mitglieder der Gruppe die „Rossbändiger“ Statuen im Schlossgarten  mit Parolen. Da ein Mitglied sich nach der Aktion die Menschenmenge anschauen wollte, wurde es von der Polizei festgenommen und anschließend verhört. Im Zuge der Ermittlungen konnten über Material, das bei der Durchsuchung seiner Wohnung gefunden wurde, weitere Mitglieder der Gruppe identifiziert und letztlich alle Mitglieder der Stuttgarter Gruppe verhaftet werden. Am 16. März 1936 wurde ihnen der Prozess gemacht und alle volljährigen Mitglieder der Gruppe zu Zuchthausstrafen, ein erst 14-jähriges Mitglied zu einer Gefängnisstrafe verurteilt.